# Japonoconger
Japonoconger – rodzaj ryb promieniopłetwych z podrodziny Congrinae w obrębie rodziny kongerowatych (Congridae).

## Rozmieszczenie geograficzne
Do rodzaju należą gatunki występujące w wodach Oceanu Atlantyckiego i Oceanu Spokojnego.

## Morfologia
Długość ciała do 57 cm; brak danych dotyczących masy ciała.

## Systematyka
Rodzaj zdefiniował w 1958 roku amerykański ichtiolog Hirotoshi Asano w artykule poświęconym badaniom nad kongerowatymi w Japonii, opublikowanym w czasopiśmie Zoological Magazine Tokyo. Gatunkiem typowym jest (oryginalne oznaczenie (również monotypowe)) J. sivicola.

### Etymologia
Japonoconger: Japonia; łac. conger ‘gatunek węgorza morskiego’, od gr. γoγγρος gongros ‘węgorz morski’, od γογγυλος gongulos ‘zaokrąglony’.

### Podział systematyczny
Do rodzaju należą następujące gatunki:
- Japonoconger africanus (Poll, 1953)
- Japonoconger caribbeus Smith & Kanazawa, 1977
- Japonoconger proriger (Gilbert, 1891)
- Japonoconger sivicolus (Matsubara & Ochiai, 1951)